# نيكيتا فلاسنكو
نيكيتا فلاسنكو (بالأوكرانية: Микита Власенко) هو لاعب كرة قدم أوكراني وسويسري، ولد في 20 مارس 2001 في أوكرانيا.

## وصلات خارجية
- نيكيتا فلاسنكو على موقع قاعدة بيانات كرة القدم.إي يو (الإنجليزية)
- نيكيتا فلاسنكو على موقع Soccerway.com (الإنجليزية)
- نيكيتا فلاسنكو على موقع GSA (الإنجليزية)